# Застава М70 (пиштољ)
Застава М70 је полуаутоматски пиштољ једноструке акције, идеално оружје за одбрану и лагано за руковање и одржавање. Пуњење пиштоља се врши из одвојивог магацина са сигурним укопчавањем и закопчавањем. Кочење се обавља помјерањем полуге кочнице, нишан је механички предњи дио нишана је фиксни, задњи дио је помјерљив по правцу лијево-десно. Метални дијелови су израђени од висококвалитетног челика а корице од полимера или ораховог дрвета.

## Историја
Пиштољ М70 је настао као насљедник Заставе M57. Технички захтјеви су подразумијевали оружје са слободним затварачем и фиксном цијеви. Конструкцијска група, са инжињером Божидаром Благојевићем на челу, са радом на новом моделу почела је 1966. Пројекат је носио име „Артикал 07”, а први прототип је завршен 1967. након чега је израђена за војна истраживања израђена опитна „нулта” серија од 1000 примјерака.

## Карактеристике
При пројектовању усвојена је конструкција стандардног оружја 7,62мм М57 са поједностављеном аутоматиком. Благојевић је скратио дужину цијеви, рама и рукохвата, док је капацитет оквира смањена са 9 на 8 метака. Како је цијев била непокретна са ње су уклоњени прстенасти испусти и спојница. Радијални жлебови су уклоњени и са унутрашње стране навлаке. На предњој страни је задржана вођица са отвором за вођење цијеви, предњи ослонац повратног механизма и отвор на испусту за пролаз предњег ослонца повратне опруге. Вођица са повратном опругом лежала је у жлебу рама и преко потискивача са својом опругом, ослањала се у изрезу на спојници цијеви, навлаке и рама. На првим прототиповима задржани су спојива цијев са осовином и виљушкастим утврђивачима спојнице, задржач затварача и навлаке у задњем положају након испаљења метка из оквира. Блок механизма за окидање није мијењан, спојница се и даље монтирала са лијеве стране рама. Предњи нишан је израђиван као део навлаке, док је задњи био постављен на принципу „ластиног репа”. Кочницу је чинило тијело и полуга које се налазило на задњем лијевом дијелу рама. Током 1970. приступило се измјени конструкције у циљу поједностављења производње. Одбачен је виљушкаст утврђивач спојнице, док је спојница фиксирана испустом вођице повратне опруге. Истовремено смањена је ширина рукохвата и започета је производња нових оквира прилагођених дужини муниције 7,65 × 17мм и 9 × 17 мм. У заводу је започета серијска производња модела М70А. Једина разлика је била у механичкој кочници, премјештена на лијеву задњу страну навлаке.